# Palatka (Floryda)
Palatka – miasto w Stanach Zjednoczonych, w stanie Floryda, siedziba administracyjna hrabstwa Putnam.